# Elemér Takács
Elemér Takács (ur. w 1889, zm. ?) – węgierski strzelec, olimpijczyk.

## Życiorys
Jako żołnierz brał udział w I wojnie światowej. Na froncie przebywał przez 51 miesięcy, tocząc walki m.in. w Bośni, Serbii i we Włoszech. Był czterokrotnie ranny w różnych bitwach.
Brał udział w zawodach strzeleckich podczas Letnich Igrzysk Olimpijskich 1924, na których wystartował w ośmiu konkurencjach. Najwyższą pozycję indywidualnie zajął w karabinie dowolnym leżąc z 600 m, w którym uplasował się na 14. miejscu (wśród 73 strzelców). W rundzie pojedynczej do sylwetki jelenia drużynowo osiągnął ostatnią szóstą pozycję.
W dwudziestoleciu międzywojennym pełnił służbę w wielu regionach Węgier. Podczas II wojny światowej był osobą odpowiedzialną za wydawanie żołnierzom rozkazów w sprawie napadania na gminy żydowskie. Po przejęciu władzy na Węgrzech przez strzałokrzyżowców dowodził siłami zbrojnymi komitatu Vas. Takács zbiegł później na Zachód, jednak został zaocznie skazany na 15 lat pozbawienia wolności.

## Wyniki

### Igrzyska olimpijskie
| Igrzyska   | Konkurencja                                     | Wynik                   | Miejsce | Źródło |
| ---------- | ----------------------------------------------- | ----------------------- | ------- | ------ |
| Paryż 1924 | Karabin dowolny leżąc, 600 m                    | 84 pkt.                 | 14      | [ 2 ]  |
| Paryż 1924 | Karabin dowolny, drużynowo                      | 102 pkt. (ind.)         | DNF     | [ 5 ]  |
| Paryż 1924 | Karabin małokalibrowy leżąc, 50 m               | 387 pkt.                | 20      | [ 6 ]  |
| Paryż 1924 | Pistolet szybkostrzelny, 25 m                   | 12 pkt.                 | 47      | [ 7 ]  |
| Paryż 1924 | Runda pojedyncza do sylwetki jelenia            | 27 pkt.                 | 24      | [ 8 ]  |
| Paryż 1924 | Runda pojedyncza do sylwetki jelenia, drużynowo | 97 pkt. (druż.) 23 pkt. | 6       | [ 4 ]  |
| Paryż 1924 | Runda podwójna do sylwetki jelenia              | 42 pkt. (ind.)          | 25      | [ 9 ]  |
| Paryż 1924 | Runda podwójna do sylwetki jelenia, drużynowo   | 27 pkt. (ind.)          | DNF     | [ 10 ] |